# 1 Pułk Samochodowy

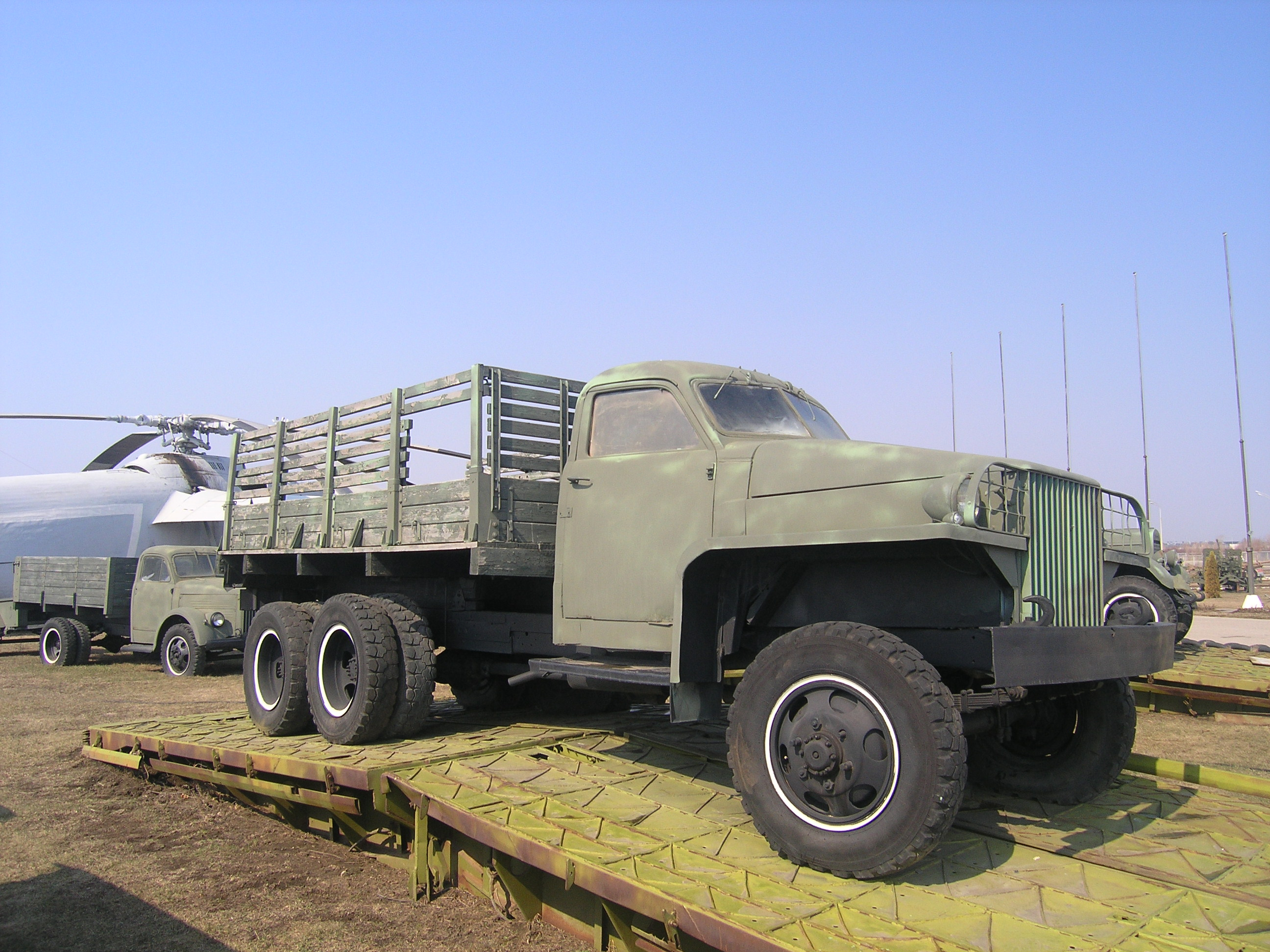
Studebaker US-6

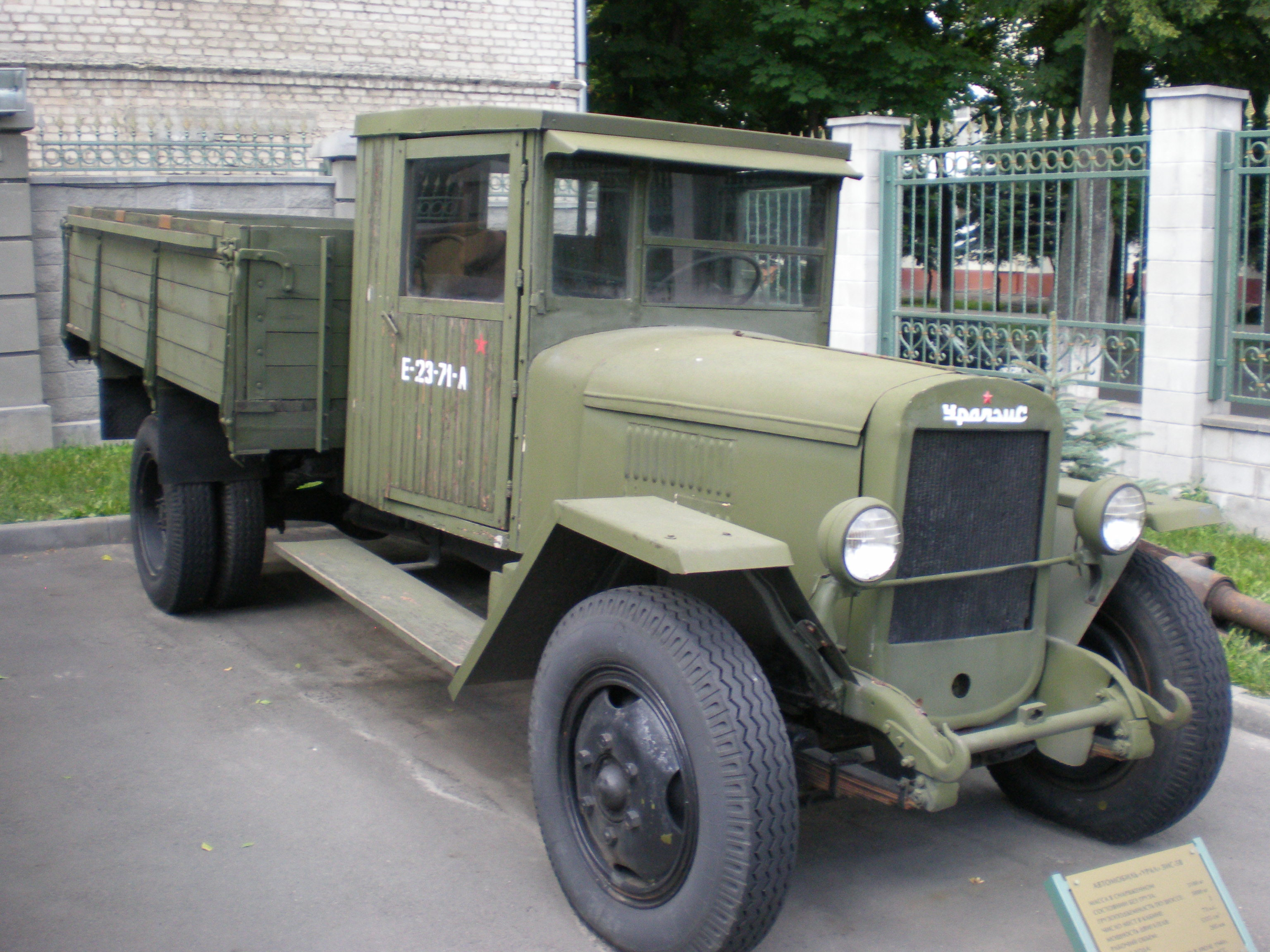
ZiS-5

1 Pułk Samochodowy – oddział wojsk samochodowych Wojska Polskiego.
Pułk sformowany został 10 września 1944 roku w Lublinie.  W okresie wojny był największą jednostką samochodową ludowego Wojska Polskiego. Dysponował ok. 1100 samochodami różnych typów, przeważnie marki Studebaker i ZIS-5.
Po zakończeniu wojny pułk stale się zmniejszał swoje struktury. W chwili rozformowania posiadał dwa bataliony. Z 1 batalionu utworzono batalion budowy lotnisk, a z 2 batalionu samodzielny batalion samochodowy Głównego Kwatermistrzostwa WP.

## Dowódcy
- płk M. Gołowin - od grudnia 1944
- płk inż. Jemielian Chriapin - do końca wojny

## Struktura organizacyjna
dowództwo
- 1, 2, 3, 4, 5, 6 bataliony samochodowe
- kompania dowozu MPS
- kompania remontu samochodów

6 batalion samochodowy był pododdziałem szkolnym. W styczniu 1945 roku został wyłączony z pułku i przeniesiony w skład 2 szkolnego pułku samochodowego.

## Udział w akcji osiedleńczej na Ziemiach Odzyskanych
Żołnierze i sprzęt Pułku byli kierowani na Ziemie Odzyskane celem udziału dla wsparcia akcji przesiedleńczej.
W kwietniu 1945 r. płk Chriapin przekazał do dyspozycji pełnomocnika Rządu RP na okręg Dolnego Śląska Stanisława Piaskowskiego kolumnę trzydziestu samochodów GAZ-AA wraz z kierowcami. Kolumna po krótkim pobycie w Trzebnicy, gdzie była zlokalizowana pierwszą tymczasowa administracja województwa wrocławskiego, przeniosła się do Legnicy, gdzie w maju 1945 r. została zdemobilizowana i przekształcona w Okręgową Bazę Transportową tworzonej Państwowej Komunikacji Samochodowej. Początkowo zadaniem pracowników Bazy był przewóz żywności i repatriantów, komunikację pasażerską uruchamiano od września 1945 roku. Z bazy PKS w Legnicy w latach 1945-1946 delegowano pracowników i samochody do Jeleniej Góry i Wałbrzycha, tworząc kolejne oddziały PKS.